# LOOK

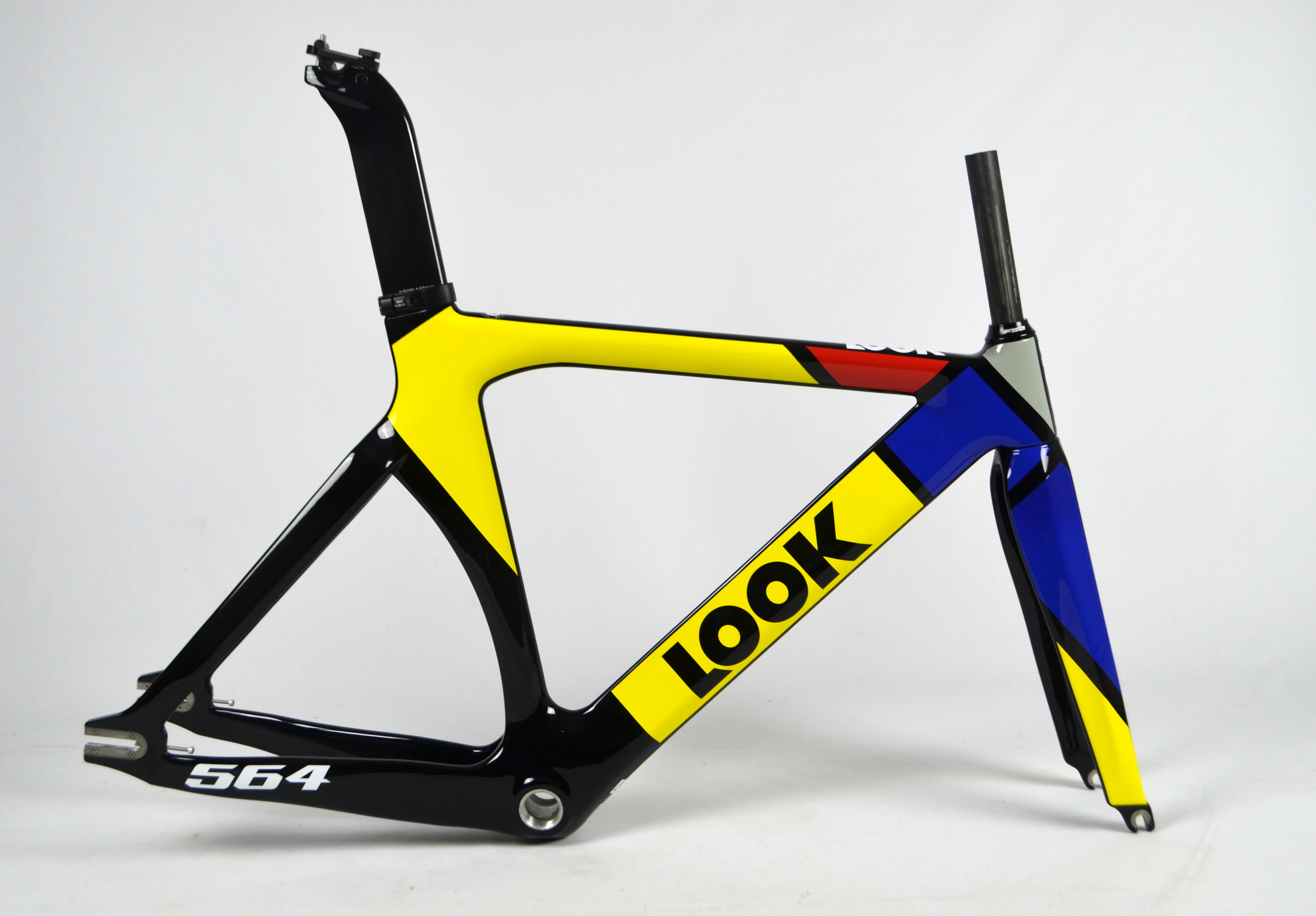
Bahnradrahmen LOOK 564 in typischer Farbgebung (2017)

LOOK Cycle International ist ein französisches Unternehmen, das ursprünglich Skibindungen herstellte und heute Fahrradkomponenten entwickelt.

## Geschichte

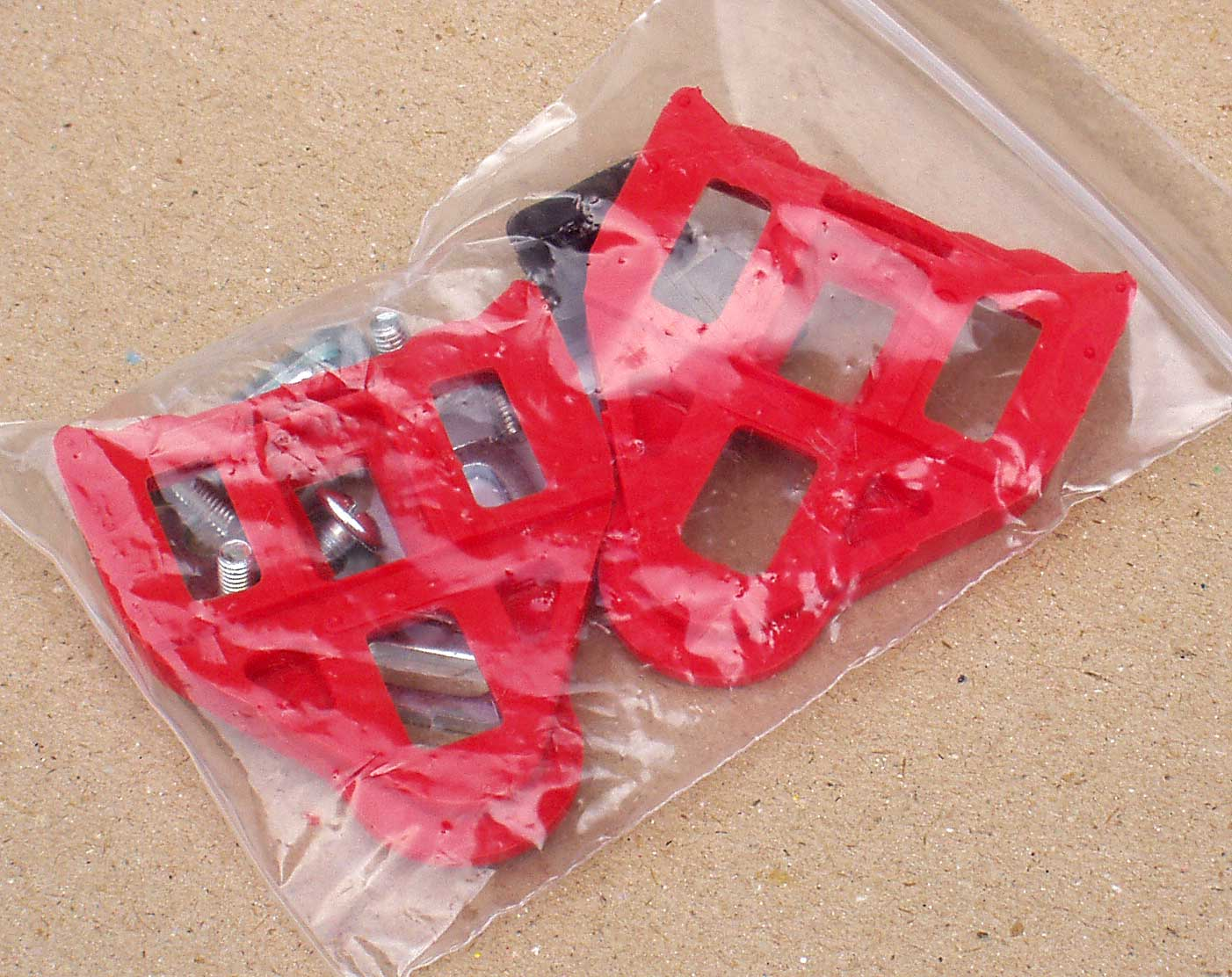
Schuhplatten des Systems LOOK Delta

Das Unternehmen wurde 1951 von Jean Beyl († 2008) in Nevers gegründet. Beyl war ein begeisterter Skisportler, erfand 1948 die erste Form einer Skibindung und erwarb weitere Patente in diesem Bereich. Jean Beyls Vater war der Radsportler Alfred Beyl, der 1910 zweifacher französischer Meister im Bahnradsport geworden war. LOOK entwickelte sich rasch zu einem Marktführer in diesem Segment der Skitechnik und wird heute unter LOOK Ski geführt.

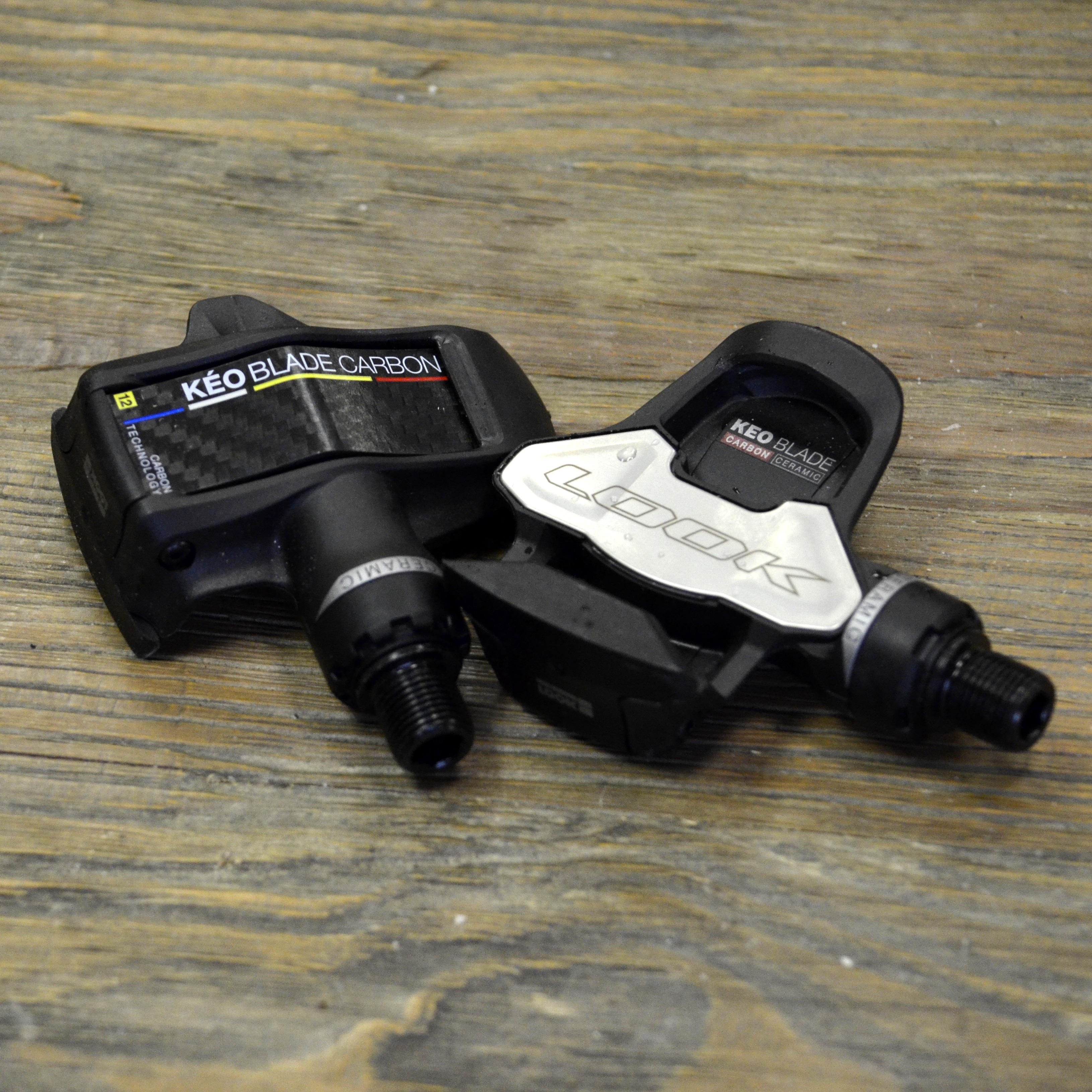
Rennradpedale LOOK Blade Carbon

Die Übernahme der Technik der Skibindungen bei Fahrradpedalen revolutionierte die Pedale in den 1980er Jahren. 1984 brachte die französische Firma LOOK das erste Klickpedal auf den Markt, ein Jahr später belegten Bernard Hinault und Greg LeMond damit bei der Tour de France 1985 den ersten und zweiten Platz.
LeMonds Sieg bei der Tour de France 1986 mit einem Look TVT war der erste mit einem Rahmen aus kohlenstofffaserverstärktem Kunststoff („Carbon“).
Das Look KG 196 von 1992 war eines der ersten Räder, das auf Aerodynamik optimiert war.
Im Jahr 2009 führte LOOK die neue Pedaltechnologie Kéo Blade Karbon auf dem Markt ein. Gemeinsam mit Polar führten sie 2011 das erste pedalbasierte Leistungsmesssystem ein.
Zwischen 2009 und 2014 und wieder seit 2023 fährt das Team Cofidis mit Rädern von Look.

## Trivia
Das Design des Logos und mancher Räder ist von den Gemälden Piet Mondrians inspiriert.